# Province de Cáceres
Pour les articles homonymes, voir Cáceres.
La province de Cáceres (en espagnol : Provincia de Cáceres) est une des deux provinces de la communauté autonome d'Estrémadure, dans le sud-ouest de l'Espagne. Sa capitale est la ville de Cáceres.

## Géographie
La province de Cáceres se trouve au nord de la communauté autonome et couvre une superficie de 19 868 km2.
Elle est bordée au nord par la province de Salamanque, au nord-est par la province d'Ávila, à l'est par la province de Tolède, au sud par la province de Badajoz et à l'ouest par le Portugal.

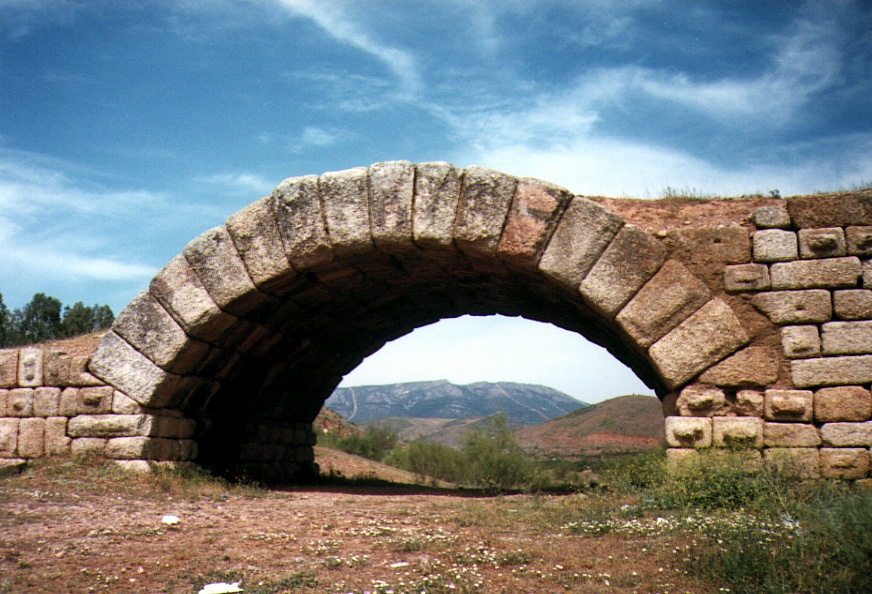
Partie du pont romain d'Alconétar, province de Cáceres

## Population
Outre Cáceres, la province compte deux villes notables : Plasencia et Coria. 

## Subdivisions

### Comarques
La province de Cáceres est subdivisée en 14 comarques :
| Comarque              | Surface (km2) | Population (hab.) | Densité (hab./km2) | Capitale              | Carte des comarques |
| --------------------- | ------------- | ----------------- | ------------------ | --------------------- | ------------------- |
| Alcántara             |               |                   |                    | Alcántara             |                     |
| Cáceres               |               |                   |                    | Cáceres               |                     |
| Campo Arañuelo        | 1 490,59      | 37 644            | 25,25              | Navalmoral de la Mata |                     |
| La Vera               |               |                   |                    | Jaraíz de la Vera     |                     |
| Las Hurdes            | 465,25        | 5 172             | 11,12              |                       |                     |
| Las Villuercas        | 1 483,3       | 10 354            |                    | Guadalupe             |                     |
| Los Ibores            |               |                   |                    |                       |                     |
| Sierra de Gata        |               |                   |                    |                       |                     |
| Tajo-Salor            | 2 177,85      | 31 437            | 14,43              | Arroyo de la Luz      |                     |
| Trujillo              |               |                   |                    | Trujillo              |                     |
| Valencia de Alcántara |               |                   |                    | Valencia de Alcántara |                     |
| Valle del Ambroz      | 234,32        | 7 834             | 33,43              | Hervás                |                     |
| Valle del Jerte       | 372,73        | 11 061            | 29,67              | Jerte                 |                     |
| Vegas del Alagón      | 1 751,84      | 39 040            | 22,28              | Coria                 |                     |

### Communes
La province de Cáceres compte 219 communes (municipios en espagnol).